# Знакозмінна група
Знакозмінна група — група елементами якої є парні перестановки
(мають парну кількість транспозицій елементів).
Є підгрупою симетричної групи.

## Властивості
- Порядок знакозмінної групи дорівнює:
{\displaystyle \ |A_{n}|=n!/2.}
- Індекс підгрупи знакозмінної підгрупи в симетричній групі дорівнює 2:
{\displaystyle \ [S_{n}:A_{n}]=2.}
- Знакозмінна група є нормальною підгрупою симетричної групи.

### Українською
- Гаврилків В. М. Елементи теорії груп та теорії кілець. — І.-Ф.  : Голіней, 2023. — 153 с.
- Ганюшкін О. Г., Безущак О. О. Теорія груп: Навчальний посібник для студентів механіко–математичного факультету. — Київ : ВПЦ "Київський університет", 2005.(укр.)

### Іншими мовами
- Курош А. Г. Теория групп. — 3-е изд. — Москва : Наука, 1967. — 648 с. — ISBN 5-8114-0616-9.(рос.)
- Джозеф Ротман[en]. An Introduction to the Theory of Groups. — 4th. — Springer (Graduate Texts in Mathematics), 1994. — 532 с. — ISBN 978-0387942858.(англ.)